# Jasper von Oertzen (Hofmarschall)
Jasper von Oertzen (* 16. August 1616 in Satow; † 25. Dezember 1657 in Hamburg) war ein deutscher Hofmarschall und Drost.

## Leben
Er war der ältere der beiden Söhne des Siegfried (Sievert) von Oertzen (* 1607; † 8. August 1638) auf Gut Gerdshagen und Clausdorf und dessen Ehefrau Anna Valentina geb. von Reventlow (* 1611; † 30. März 1653). Von Oertzen wurde in Satow geboren und erhielt bei der Taufe den Vornamen seines väterlichen Großvaters. Er machte eine ungewöhnliche Laufbahn. Nachdem er auf dem väterlichen Gütern von Privatlehrern in den Wissenschaften vorbereitet wurde, immatrikulierten ihn die Eltern schon 1627 an der Universität Rostock; er wurde dort von dem Professor Joachim Stockmann unterrichtet. Da von Oertzen in Rostock so ungewöhnliche Fortschritte machte, wurde er von seinen Eltern auf eine Grand Tour nach England auf die University of Oxford und nach Frankreich geschickt, wo er sich nicht nur in den Wissenschaften, sondern auch in den Hofsitten ausbilden ließ. 
Er blieb einige Jahre in England und Frankreich und lernte hier nicht nur die lateinische, sondern auch die englische und französische Sprache, und studierte Philosophie, Geschichte und Rechtswissenschaft. Um sich auch mit dem Umgang von Waffen auszubilden, ging er darauf nach Holland in die Dienste des Statthalters Prinz Heinrich Friedrich von Oranien und trat in dessen Leibgarde ein. Nachdem er dort einige Zeit gedient hatte, starb sein Vater am 8. August 1638 an der herrschenden Pest. Daraufhin kehrte von Oertzen in die Heimat zurück, fand aber die Güter so verwüstet vor, dass er einsehen musste, dass er dort nicht mehr wohnen konnte und ging an den oldenburgischen Hof, wo er wegen seiner außergewöhnlichen Bildung geehrt wurde. Während dieser Zeit wurde er zum gräflich-oldenburgischer Rat ernannt. Danach ging er in oldenburgischen Diensten mit dem Fürsten Johann von Anhalt in Gesandtschaft an den königlich dänischen Hof und an weitere Höfe und im Jahr 1641 mit dem königlich dänischen Gesandten auf den Reichstag zu Regensburg.
Nach Beendigung dieser Reisen wurde er zum Rat beim Erzbischof von Bremen, Prinz Friedrich von Dänemark bestellt, der ihm auch das Hofmarschallamt übertrug. Er diente bei seinem neuen Herrn treu, „entschlossen ein besser Glück mit ihm zu erwarten“ und führte für ihn viele Gesandtschaften aus, wie 1645 und 1646 nach Stockholm. Als der Erzbischof im Jahre 1648 als König Friedrich III. den dänischen Thron bestieg, folgte von Oertzen ihm nach Dänemark, und „hat in seiner Bestallung als königlicher Rath und Hofmarschall sowohl beim königlichen Begräbnis von Christian IV. als auch bei folgender Krönung am 23. November 1648 sein Amt rühmlich verwaltet“. Doch er zog es später vor „in einem ruhigern Leben eine wirksamere Tätigkeit zu entfalten“ und wurde zum Drosten der holsteinischen Herrschaft Pinneberg bestellt.
Dänemark hatte in dem Frieden von Brömsebro 1645 mehrere Provinzen an Schweden abtreten müssen. Als der König Carl X. von Schweden mit Krieg in Polen beschäftigt war, fasste Friedrich III. von Dänemark den Plan, Schweden anzugreifen, um die verlorenen Provinzen wieder zu gewinnen, und ging 1657 den Krieg damit an, die holstein-gottorpschen festen Plätze zu besetzen, da er vom Herzog keinen Beistand erwarten konnte. Jaspar von Oertzen hatte „an dem Kriege keinen Gefallen“ und riet davon ab, umso mehr als Dänemark damals der Unternehmung nicht gewachsen war. Er übernahm zwar einige Gesandtschaften zu den niedersächsischen Fürsten und dem Kurfürsten von Sachsen, konnte sich aber wegen der „eingerissenen Discordie“ nicht entschließen, eine hohe militärische Stellung während des Krieges einzunehmen, obgleich man ihn gerne dazu gebraucht hätte. Der König von Schweden war eher an der Grenze Holsteins, als die Dänen Nachricht davon hatten, fiel von Hamburg in Holstein ein und hatte bald nicht allein Holstein, Schleswig und Jütland überschwemmt, sondern ging auch zu den Inseln hinüber und brachte Dänemark in allergrößte Gefahr, die nur durch den demütigenden Frieden von Roskilde einigermaßen abgewandt werden konnte, durch den alle Besitzungen auf der Skandinavischen Halbinsel verloren gingen. Jaspar von Oertzen war nicht allein vom Unglück Dänemarks tief ergriffen, sondern war auch genötigt, aus der Herrschaft Pinneberg nach Hamburg zu fliehen. In Hamburg kam er geschwächt und krank an, nach fünf Wochen im Krankenbett verstarb er am 25. Dezember 1657 in Hamburg.

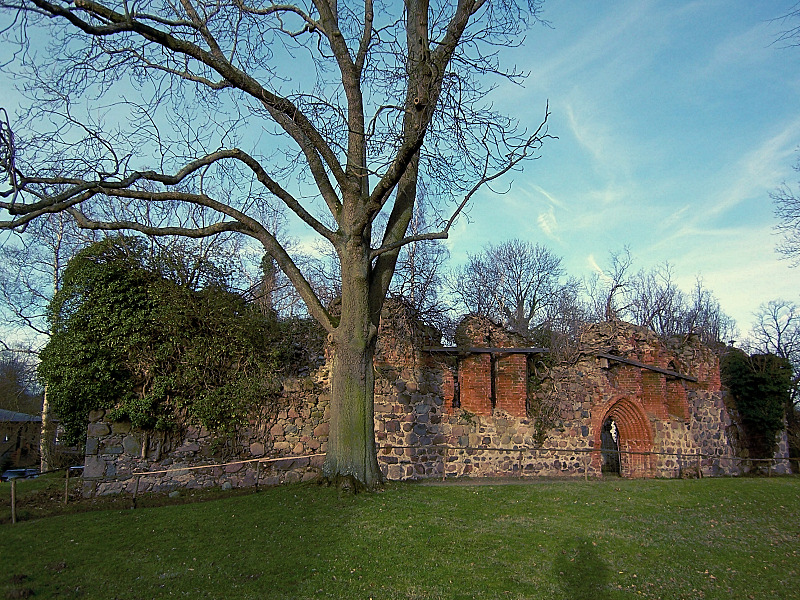
Ruine der Alten Kirche in Satow

Seine Leiche wurde nach Satow in Mecklenburg gebracht und dort am 17. März 1658 beigesetzt. Sein Tod erregte allgemeine und große Teilnahme, und viele hohe fürstliche und gräfliche Personen bezeugten seiner Witwe ihre Teilnahme. Seiner Leichenrede, von dem Superintendanten Johann Friedrich König, war ein Trauer- und Trostgedicht von dem berühmten Dichter Johann Rist, Pastor zu Wedel beigefügt. 
Von Oertzens Leiche war nur kurze Zeit in der Sakristei der Kirche zu Satow beigesetzt. Als 1659 der Krieg das Land wieder mit Soldaten überschwemmte, wurde nicht nur die Kirche gänzlich geplündert, sondern auch Jasper von Oertzens stattlicher Sarg des metallenen Schmuckes beraubt und aufgebrochen, so dass die irdischen Überreste lange Zeit offen da lagen. Später erhielt es ein einfaches Begräbnis in der wieder aufgebauten Kirche.